# 市東昭秀
市東 昭秀（いちとう あきひで、1947年6月15日 - ）は、日本の男性俳優、声優。劇団NLTに所属していた。

## 出演作品

### テレビドラマ
- NHK大河ドラマ
  - 峠の群像（目明し）
  - 春の波涛（山際七司）
- 俺たちの旅
- 奇妙な同居人
- 西遊記
- 太陽にほえろ!
- 立花登・青春手控え
- まんがはじめて物語
- 燃えて尽きたし
- 特別機動捜査隊
- 刑事くん
- 悪魔のような美女

### テレビアニメ
- 機動戦士ガンダム（クワラン）
- 伝説巨神イデオン（キロル）
- ドラえもん

### 劇場版アニメ
- 機動戦士ガンダムIII めぐりあい宇宙編（TVアナ）
- ドキュメント 太陽の牙ダグラム（ゲイダ）
- 忍者ハットリくん ニンニン忍法絵日記の巻（花見の客B）

### 吹き替え
- サスペリア（ダニエル〈フラヴィオ・ブッチ〉）※TBS版
- スタークラッシュ（サイモン〈デビッド・ハッセルホフ〉）※TBS版（BD収録）

### 特撮
- ミラーマン 第25話「怪獣を探す妖精少女」（1972年） - 店員
- 人造人間キカイダー 第7話「怪物ブルスコングが大暴れ」（1972年） - ダーク科学者
- 西遊記 第11話「夜と昼の妖怪夫婦」（1978年）
- ウルトラマン80 第33話「少年が作ってしまった怪獣」（1980年） - 運転手